# Lindorm Möllerswärd
Carl Lindorm Möllerswärd, född 1 juli 1892 i Uppsala, död 12 april 1984 , var en svensk tecknare och målare.
Han var son till redaktören Carl Gottfrid Möllerswärd av adelsätten Möllerswärd och Anna Maria Augusta Malmerfelt samt gift första gången 1947 med Eva Augusta Nilsson och bror till Pekkila Möllerswärd. Han studerade teckning för akademiritmästaren Carl Gustaf Holmgren 1911 och skulptural konst för Sven Boberg samt vid Althins målarskola i Stockholm 1909-1910. Separat ställde han ur med karikatyrer och tecknade porträtt i Uppsala 1932 och han medverkade i samlingsutställningar arrangerade av Uplands konstförening. Som tecknare medverkade han i flera Stockholms- och Uppsala tidningar. Han utgav några böcker med karikatyrteckningar bland annat Uppsala-gubbar och Vem är vem? . Möllerswärd är representerad vid Uppsala universitetsbibliotek med ett tjugotal karikatyrteckningar.